# Karl Ludwig von Littrow
Karl Ludwig von Littrow (Kazan', 18 luglio 1811 – Venezia, 16 novembre 1877) è stato un astronomo austriaco.
Figlio di Joseph Johann von Littrow, successe al padre come direttore dell'osservatorio di Vienna. Sposò la femminista Auguste von Littrow.
Morì a Venezia, in Italia.
È trisnonno materno del cardinale Christoph Schönborn, arcivescovo di Vienna dal 1995.

## Opere
- Beitrag zu einer Monographie des Halleyschen Cometen, (1834);
- Verzeichnis geographischer Ortsbestimmungen, (1844);
- Physische Zusammenkünfte der Planeten, (1859).